# اچ‌ام‌اس هرالد (اچ۱۳۸)
اچ‌ام‌اس هرالد (اچ۱۳۸) (به انگلیسی: HMS Herald (H138)) یک کشتی است که طول آن ۷۹ متر (۲۵۹ فوت ۲ اینچ) می‌باشد. این کشتی در سال ۱۹۷۴ ساخته شد.